# モナリザの秘密
「モナリザの秘密」（モナリザのひみつ）は、 1973年12月5日に発売された郷ひろみ7作目のシングル。

## 収録曲
全曲　作詞：岩谷時子／作曲・編曲：筒美京平
1. モナリザの秘密
2. この愛はどうなる